# ثلاثية حرب النجوم
تُعد ثلاثية حرب النجوم والتي يطلق عليها أيضاً الثلاثية الأصلية أو التقليدية، أول ثلاثة أجزاء أُنتجت من سلسلة حرب النجوم، وهي سلسلة أفلام خيال علمي ومغامرات أمريكية من إخراج جورج لوكاس ومن إنتاج شركة لوكاس فيلم ومن توزيع استوديوهات تونتيث سنتشري فوكس السينمائية، تتكون هذه الثلاثية من ثلاثة أجزاء، الجزء الأول صدر في العام 1977 والذي يحمل عنوان حرب النجوم، ثم تلاه الجزء الثاني الذي صدر عام 1980 بعنوان الإمبراطورية ترد الضربة، وأُصدر الجزء الثالث من السلسلة سنة 1983 وكان بعنوان عودة الجيداي.
تركز قصة هذه الأفلام على حرب أهلية جرت بين تحالف المتمردين وطغاة الإمبراطورية المجرية، بالإضافة لرحلة البطل للوك سكاي واكر في سعيه ليصبح جيداي تحت وصاية أسياد الجيداي المنفيين وهما أوبي-وان كينوبي ويودا، وينضم إلى القوات رفقة كل من الأميرة ليا، هان هولو، تشيوبيكا، سي-ثري بو، آر تو- دي تو مع تحالف المتمردين لمواجهة الإمبراطورية والشرير اللورد دارث فايدر.
يبدأ سرد القصة في الثلاثية الأصلية استقاء من الفصل الثاني لملحمة سكاي واكر المكونة من تسع حلقات، والتي تبعتها لاحقاً ثلاثية أخرى تدور أحداثها قبل الثلاثية الأصلية في الفترة بين (1999-2005)، ثم جرى إصدار ثلاثية متممة في الفترة ما بين (2015-2019) مُجمعة، وسُمّيت بملحمة سكاي واكر كي تميَّز عن الأعمال السينمائية الجانبية التي تجري ضمن نفس العالم.

## الخلفية
في عام 1971، أراد المخرج لوكاس إخراج فيلم عن سلسلة القصص المصورة لـ فلاش جوردن، لكنه لم يستطع امتلاك الحقوق. بدأ العمل على قصة من تأليفه وبإلهام من أعمال الكاتب إدغار رايس بوروس.
بعدما أتمَّ إخراج فيلم زخرفة أمريكية سنة 1973، كتب لوكاس ملخصًا من صفحتين لأوبرا الفضاء خاصته والتي كانت بعنوان مجلة الويلز. بعدما رُفض الفيلم من قبل استوديوهات يونايتد آرتيست ويونيفرسال بيكشرز وديزني، قررت استوديوهات توينتيث سينشوري فوكس الاستثمار في الفيلم.
شعر لوكاس أن القصة كانت صعبة الفهم، ففي السابع عشر من نيسان من العام 1973، بدأ بكتابة سيناريو مكون من 13 صفحة بعنوان حرب النجوم، يحمل في طياته تشابهًا مع فيلم الكاتب والمخرج الياباني أكيرا كوروساوا الذي صدر عام 1958 وكان بعنوان القلعة المخفية.
مع حلول شهر مايو سنة 1974، وسّع لوكاس النص للمسودة الأولى من سيناريو الفيلم، لكنه وجد أن النص قد أصبح أطول من أن يصبح سيناريو لفيلم واحد، ثم أدرج مسودات لاحقة إلى سيناريو الفيلم الأصلي.
تفاوض المحامي توم بولوك لوكاس من أجل الاحتفاظ بحقوق السلسلة، ثم كتب توم بولوك: «لقد توصلنا لاتفاق يسمح لجورج بالاحتفاظ بحقوق السلسلة ولكن ليس جميع حقوق الترويج، فقط حقوق السلسلة، ولاستوديوهات فوكس الحق الأول لعمل الفيلم والحق الأخير لرفضه». عُرض على لوكاس خمسون ألف دولار من أجل كتابة الفيلم، وخمسون ألف دولار من أجل إنتاجه، وخمسون ألف دولار لإخراجه. لاحقاً، تلقى مئة ألف دولار لإخراجه الفيلم.
وقد تفاوض أيضًا من أجل حقوق السلسلة والملكية من حقوق الترويج بنسبة 40٪ من أرباح الترويج.
يذكر أن هاريسون فورد الذي شارك في فيلم الزخرفة الأمريكية اضطر إلى ترك مهنة التمثيل وتوجه للعمل كنجار، حتى اختاره لوكاس لتأدية دور هان سولو.

## اختيار طاقم التمثيل
جرى تقييم آلاف الممثلين في أثناء اختيار الطاقم الرئيسي. أُخذ بعين الاعتبار للممثلين الذين وقع عليهم الاختيار أن يكون بينهم انسجام في أثناء تجارب من قبل المسؤولين عن تقييمهم واختيارهم، ويذكر أن هناك بعض الاستثناءات حدثت مثلما حدث مع كل من الممثليين: آليك غينيس وبيتر كشنغ.
وصف بعض الممثلين مثل فورد النصوص الحوارية بأنها عالية الجودة، وكانت هناك أيضاً بعض من الجمل لم يرد ذكرها في النصوص وقد جرى ارتجالها، وتعد هذه اللحظات من أكثر الذكريات الخالدة في هذه السلسلة.

## الأفلام

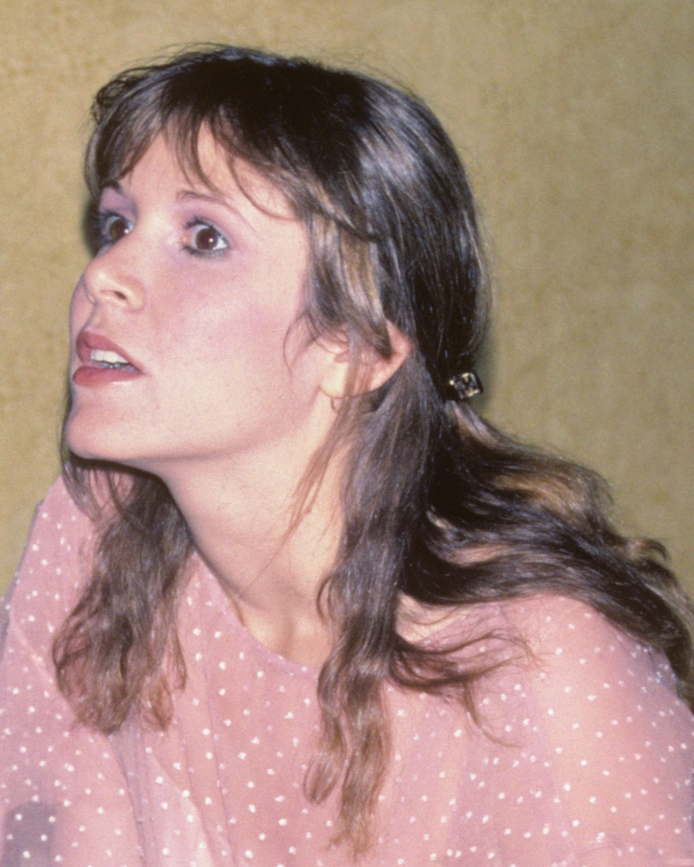
كاري فيشر في الحفلة الخاصة بعد العرض الأول لفيلم سيلفستر ستالون "فيست"

صدر الجزء الأول من سلسلة حرب النجوم في الـ 25 من أيار سنة 1977، بطل مغمور يدعى لوك سكاي واكر ينغمس في صراع مجريّ بين الإمبراطورية المجرية وتحالف المتمردين عن طريق اثنين من الروبوتات. وفارس جيداي كبير السن؛ يساعده على تحقيق أحد أهم وأبرز الانتصارات في أثناء الحركة التمردية. لاقى الفيلم نجاحًا غير متوقع ما قاد المخرج لوكاس لجعله أساسًا متقنًا لهذه السلسلة.
مع تجهيزه لقصة مكملة للفيلم، قرر لوكاس أن تكون هذه السلسلة ثلاثية الثلاثيات القادمة مع الفيلم الأصلي بالعنوان الفرعي الحلقة الرابعة - أمل جديد، باعتباره الجزء الأول من الثلاثية الثانية.
صدر الجزء الثاني من الثلاثية الأولى عام 1980 في الـ 25 من شهر أيار في ذلك العام والذي كان بعنوان «حرب النجوم: الحلقة الخامسة - الإمبراطورية ترد الضربة»، ويروي كيف بدأ لوك تدريبه كجيداي على يد آخر معلم جيداي لا يزال على قيد الحياة يودا.
يواجه لوك سيث لورد دارك فايدر، والذي يتبين لاحقاً أنه والد لوك، ويحاول دارث فايدر إقناع ابنه بالانضمام إلى الجانب المظلم من القوة.  أُصدر الجزء الثالث من الثلاثية الأولى الحلقة السادسة - عودة الجيداي في الـ 25 من أيار من العام 1983، تدور أحداثه بعدما أصبح لوك جيداي كامل الأهلية، ويحاول إعتاق أبيه في محاولة للتكفير عما اقترفه سابقاً وبذلك يكون قد أنقذ المجرة برمتها من الإمبراطورية. جرى تمويل الأجزاء المتممة ذاتياً من قبل المخرج لوكاس عبر شركته الإنتاجية لوكاس فيلم والتي حصلت على الترويج بشكل عام بغض النظر عن تمييزها عن باقي العروض في افتتاحيات بقية الأجزاء.

## الموضوعات
لا تُعد ثلاثية حرب النجوم كالخيال العلمي الذي يتميز بسمات المستقبل، فهي تصور المجرة كم هي قذرة بنظرة المخرج لوكاس لهذا العالم. اقتُبس هذا المبدأ من عدة أفلام للمخرج أكيرا كورساوا، كما هو يبدو في افتتاحيات ثلاثية حرب النجوم والتي غالباً ما تبدأ بسرد للأحداث دون شرح كامل للقصة.
تعد العلوم السياسية عُنصرًا مهماً في سلسلة حرب النجوم التي أُطلقت في العام 1977، وركزت على النضال بين الديموقراطية والدكتاتورية.
جرى تصميم دارث فايدر بإلهام من درع الساموراي القديم الذي يعود للقرن الرابع الميلادي، ومن الأشياء التي ألهمت تصميم دارث فايدر الخوذة العسكرية الألمانية.
تصور لوكاس في الأصل السيث كمجموعة خدمت الإمبراطور بنفس الطريقة التي خدم بها الشوتز شتافل أدولف هتلر؛ اختُصر هذا في شخصية واحدة في شكل فايدر. رسم لوكاس أيضاً أوجه التشابه بين بالباتين والديكتاتوريين التاريخيين مثل يوليوس قيصر ونابليون بونابرت والسياسيين مثل ريتشارد نيكسون.
يستعير جنود العاصفة اسم جنود الصدمة في الحرب العالمية الأولى، حيث يرتدي الضباط الإمبراطوريون زياً يشبه زي القوات الألمانية في أثناء الحرب العالمية الثانية، ويشبه الضباط السياسيون والأمنيون أفراد قوات الأمن الخاصة الذين يرتدون ملابس سوداء أخذت طابع رأس الموتى الألماني الفضي على قبعاتهم. استخدمت مصطلحات الحرب العالمية الثانية للأسماء في الأفلام؛ على سبيل المثال الكواكب كيسيل (مصطلح يشير إلى مجموعة من القوات المحاصرة)، وهوث (كان هيرمان هوث جنرالاً ألمانياً خدم على الجبهة الشرقية المليئة بالثلوج). تمثل لقطات القادة الذين ينظرون عبر شاشات عرض في العربات المدرعة في الفيلم الثاني من الثلاثية الأولى الإمبراطورية ترد الضربة التصميمات الداخلية للدبابات، وقد استندت معارك الفضاء في الفيلم الأصلي إلى الحرب العالمية الأولى ومعارك الحرب العالمية الثانية العسكرية الجوية.